# Corynactis denhartogi
Corynactis denhartogi is een Corallimorphariasoort uit de familie van de Corallimorphidae. De wetenschappelijke naam van de soort is voor het eerst geldig gepubliceerd in 2003 door Ocaña.